# Mega Concerto 100% Música Portuguesa
100% Música Portuguesa foi um mega concerto realizado no dia 6 de Abril de 2003, em 4 cidades de Portugal, iniciativa da Associação Venham Mais Cinco, fundada por David Fonseca, João Gil, Luís Represas, Manuel Faria e Rui Veloso. 

## Conceito
O Mega Concerto 100% Música Portuguesa, foi um concerto-protesto no qual 100 nomes da música portuguesa desfilaram, em tom de reivindicação, por quatro palcos de quatro cidades portuguesas: Lisboa, Stª Maria da Feira, Coimbra e Beja. No centro das atenções esteve o incumprimento das quotas de transmissão de música portuguesa na rádio.
Das 14 horas até à meia noite de dia 6 de Abril, músicos, alguns produtores e empresas de espectáculos, juntaram-se com o movimento lançado por músicos para alertar para ausência de promoção da música portuguesa.

## Músicos participantes
São 100 os nomes de bandas ou cantores que aderiram a esta iniciativa, dividindo-se pelos quatro palcos:
(ordenados por ordem alfabética)
Adiafa, Aeminuim, Ala dos Namorados, Alcoolémia, Ana Moura, Ana Sofia Varela, André Indiana, André Sardet, Anjos, Antigos Orfeonistas da Universidade de Coimbra, Banxe, Belle Chase Hotel, Blind Zero, Boss AC, Brigada Victor Jara, Bunny Ranch, Camané, Carlos Alberto Moniz, Carlos do Carmo, Ceia dos Monges, Coldfinger, Coral de Pias, Crude, Da Weasel, Dany Silva, Delfins, Despe e Siga, Emanuel, Ena Pá 2000, Entre Aspas, Filipa Pais, Fingertips, Flood, Fonzie, Gaiteiros de Lisboa, Gig, Gil do Carmo, GNR, Grace, Guto, Inês Santos, Jaguar, Janita Salomé, Jim Dungo, João Afonso, João Pedro Pais, João Portugal, Jorge Palma, José Mário Branco, LF Cool, Loopless, Lúcia Moniz, Luís Portugal, Luís Represas, Mafalda Veiga, Mesa, Mind Da Gap, Moçoilas, Mónica Sintra, Né Ladeiras, Nuno Barroso, Paulo Gonzo, Paulo Ribeiro, Pedro Abrunhosa, Pedro Barroso, Plastica, Pólo Norte, Quadrilha, Quinta do Bill, Rádio Macau, Rão Kyao, Reacções Verbais, Renderfly, Ronda dos Quatro Caminhos, Rui Veloso, Sam, Sally Lune, Squeeze Theeze Pleeze, Sérgio Godinho, Sofia Gaspar, Sons do Centro, Sónya Costa, Susana Félix, Tara Perdida, Tito Paris, Toranja, Tozé Azambujo, Toy, Tucanas, Trio Odemira, UHF, Vitorino, Vozes da Rádio, Wonderland, Xutos & Pontapés, Yellow W Van, Zedisaneonlight.